# Bibio townesi
Bibio townesi är en tvåvingeart som beskrevs av Hardy 1945. Bibio townesi ingår i släktet Bibio och familjen hårmyggor. Inga underarter finns listade i Catalogue of Life.